# 築山万有美
築山 万有美（つきやま まゆみ、1966年1月12日 - ）は、京都府出身の女優。身長161cm、体重48kg。富良野塾出身。

## 人物
- 普通自動車免許、ライフセイバーの資格を持っている。[1]
- 特技は乗馬、茶道(表千家)、ピアノ、スキューバーダイビング。[1]

## 出演

### テレビドラマ
- 不連続殺人事件（1990年12月26日、フジテレビ） - 高野優子 役
- 川は泣いている 第1話・第2話（1990年10月4日・11日、テレビ朝日）
- 本当にあった怖い話「死の声が聞こえる」（1992年6月29日、フジテレビ） - 藤堂牧子 役
- 十津川警部シリーズ 第1作「札幌駅殺人事件」（1992年4月13日、TBS） - 原田みどり 役[2]
- 世にも奇妙な物語 春の特別編「ミッドナイトDJ」（1996年3月25日、フジテレビ） - 栗原玲子 役
- MMR未確認飛行物体（1996年4月18日 - 9月12日、フジテレビ） - 池田見栄子 役
- はるちゃん3（1999年4月5日 - 7月2日、フジテレビ） - 友江（仲居） 役
- 法医学教室の事件ファイル 第12作「呪いの文字を全身に書かれた死体！連続殺人の謎をめぐる女医VS人気女占い師の対決」（2000年7月1日、テレビ朝日） - 浜本暎子 役[2]
- 編集王 第10話・第11話（2000年12月12日・19日、フジテレビ） - 記者 役
- はみだし刑事情熱系 第5シリーズ 第23話「愛する娘が目撃者…狙われた涙のステージ! 2人の父親、悲しき子離れ」（2001年3月21日、テレビ朝日） - 花岡千里 役
- 最後の弁護人 第8話（2003年3月5日、日本テレビ） - 飯野久枝 役
- 連続テレビ小説（NHK）
  - こころ 第121話 - 第126話（2003年8月8日 - 13日） - 米山 役
  - とと姉ちゃん（2016年） - 担任教師 役
- 共犯者 第3話・第5話（2003年10月29日・11月12日、日本テレビ） - 山本 役
- ラストプレゼント 娘と生きる最後の夏（2004年7月7日 - 9月15日、日本テレビ） - 範子 役
- ドラゴン桜（2005年7月8日 - 9月16日、TBS） - 浅海和子 役
- 花嫁は厄年ッ! 第4話（2006年7月27日、TBS） - 医者 役
- 相棒（テレビ朝日）
  - （2006年） - 宇佐美里香 役
  - （2010年） - 高村千恵 役
- 死化粧師 第7話「狂った魔術師」（2007年11月16日、テレビ東京） - 宇田川都 役
- 僕の島/彼女のサンゴ（2008年6月6日、NHK総合） - 三崎看護師 役
- 夜光の階段（2009年4月23日 - 6月18日、テレビ朝日） - 鶴田けい子 役
- ぼくの妹 第7話（2009年5月31日、TBS） - 看護師 役
- 不毛地帯（2009年10月15日 - 2010年3月11日、フジテレビ） - 家政婦・よね 役
- ドン★キホーテ 第7話（2011年8月27日、日本テレビ） - 高沢芳江 役
- 人間再生・工場長 岡田岩児（2011年7月11日、TBS） - 熊田冴子 役
- 大河ドラマ（NHK）
  - 平清盛（2012年） - 牧の方 役
  - 八重の桜　第33話 - 第36話（2015年8月18日 - 9月8日） - 女紅場・舎監 役
- 鍵のない夢を見る 最終話（2013年9月29日、WOWOW） - 君沢学の母 役
- 恋するイヴ（2013年12月24日、日本テレビ） - 佐野 役
- 警視庁ゼロ係〜生活安全課なんでも相談室〜 SECOND SEASON 第7話（2017年9月8日、テレビ朝日） - 今川佳穂 役
- ミス・ジコチョー〜天才・天ノ教授の調査ファイル〜 第7話（2019年11月29日、NHK総合） - 福島芳子 役

### 舞台
- 暁のヨナ〜緋色の宿命編〜（2018年11月15日 - 25日、EXシアター六本木） - ギガン 役[3]